# Gordon Gould
Gordon Gould (New York, 17 luglio 1920 – New York, 16 settembre 2005) è stato un fisico statunitense.
È stato il pioniere della tecnologia laser. A lui si deve l'invenzione di due dei più importanti tipi di laser, quello per la lettura del prezzo dei prodotti alle casse dei supermercati e quello utilizzato nelle operazioni chirurgiche oculistiche.
Nel 1967, Gould lasciò la TRG ed entrò come professore nel Politecnico di Brooklyn (dal 2008 Politecnico della New York University). Lì, studiò numerose nuove applicazioni per il laser riuscendo ad avere dal governo federale fondi per l'università e quindi per la ricerca sui laser.